# República Cispadana
A República Cispadana foi um Estado, criado em 27 de dezembro de 1796 no norte da península Itálica , sob controlo (controle no Brasil) do exército de Napoleão Bonaparte. Era formada pelas províncias de Módena, Régio, Bolonha e  Ferrara, que desde 16 de outubro de 1796 estavam unidas na Confederação Cispadana.
No mesmo ano, a 29 de junho, seria fundida juntamente com a República Transpadana na República Cisalpina.

## Origem
Logo depois da entrada de Napoleão Bonaparte na península Itálica, em 10 de abril de 1796, as tropas francesas ocuparam os territórios sob domínio austríaco, ou seja, o Ducado de Milão, e o Ducado de Mântua; e territórios do Ducado de Módena e Régio, de Bolonha e Ferrara (parte dos Estados Papais).
Em 16 de outubro de 1796, ocorreu em Módena um congresso com representantes das províncias de Módena e Régio da Emília, e  da ex legação pontifícia de Bolonha e Ferrara que reuniu as quatro cidades na que se chamou "Confederação Cispadana". 
O congresso foi organizado, não oficialmente, por Napoleão Bonaparte, cujo exército havia atravessado o norte da península Itálica no início de 1796 e precisava estabilizar a situação na Itália e reunir novas tropas para uma nova ofensiva contra a Áustria. 
Em 23 de dezembro de 1796, em  Régio, o congresso proclamou que as quatro províncias (Módena, Régio da Emília, Bolonha e Ferrara) haviam formado a República Cispadana e convidou os outros povos italianos a unirem-se a eles. Foi então formada uma guarda cívica, composta de caçadores e artilheiros. 
Em 7 de janeiro de 1797, na sala do arquivo ducal de Régio, o congresso decidiu estabelecer um governo. a bandeira pré-escolhida foi um tricolor horizontal, com listras vermelha, branca e verde, ao centro, um emblema composto por uma faretra, que se ergue sobre um troféu de guerra, tendo dentro quatro feixes que simbolizavam as quatro províncias originais, no interior de uma coroa de louros. Nasceu assim oficialmente aquela que seria a tricolor italiana.
Em 19 de maio de 1797, Napoleão Bonaparte ordenou que a Romanha (obtida com o Tratado de Tolentino) se unisse à "República Cispadana" e que dessa se retirasse as províncias de Módena, Régio e o  Ducado de Massa e Carrara para serem agregadas à República Transpadana.

## O fim da república
Em 29 de junho de 1797, República Cispadana se fundiu com a República Transpadana para formar a República Cisalpina.